# Belgradstraße
Die Belgradstraße ist eine etwa 1,9 km lange Straße im Münchner Stadtteil Schwabing. Sie verläuft in Süd-Nord-Richtung zwischen Kurfürstenplatz und  Petuelpark, wo sie in die Knorrstraße übergeht. Namensgeber ist die serbische Hauptstadt Belgrad.

## Heutiges Erscheinungsbild
Der südliche Teil der Belgradstraße ist von Bebauung im Neorenaissance- und Jugendstil aus der Zeit um 1900 geprägt. Insgesamt listet das Bayerische Landesamt für Denkmalpflege siebzehn Baudenkmäler an der Belgradstraße auf, von der Kaiserstraße bis zur Unertlstraße verläuft die Straße im geschützten Bauensemble Nordschwabing (E-1-62-000-42).
Der nördliche Teil der Belgradstraße ab dem Scheidplatz ist im Westen vom Luitpoldpark sowie dem Bad Georgenschwaige geprägt. An der Ecke Belgradstraße zur Parzivalstraße liegt das auf eine Stiftung von König Maximilian II. vom 14. Juli 1862 zurückzuführende „Damenstift am Luitpoldpark“, das 1956 aus der zerbombten Drachenburg in die jetzigen Räumlichkeiten zog. Das nördliche Ende der Belgradstraße bilden der Nymphenburg-Biedersteiner Kanal und der Petuelpark.

## Verkehr
Seit 1959 befährt die Straßenbahn München die Belgradstraße vom Kurfürstenplatz bis zum Scheidplatz, von 1963 bis 1993 wurde auch der nördliche Teil der Belgradstraße von der Tram zur Siedlung Am Hart befahren. Hiervon zeugt heute noch ein Grünstreifen, der die Fahrtrichtungsspuren zwischen Scheidplatz und Petuelpark trennt.

## Geschichte
Der Verlauf der Belgradstraße folgt dem nördlichen Teil des Türkengrabens, der 1702–1704 als Verbindungskanal vom Nymphenburg-Biedersteiner Kanal zur Münchner Residenz erbaut und ab 1811 wieder verfüllt worden war.
1764 wurde an der Verbindung von Türkengraben und Kanal erstmals die Schwaige St. Georgenschwaige (1568 St. Georgen, 1620 bei St. Georgen) genannt. 1826 wurde hier ein Freibadbetrieb aufgenommen und im ehemaligen Bleichhaus, der sogenannten „holländischen Bleiche“, entstand eine Gaststätte. 1850 gab ihr der Besitzer nach der ehemals nördlich gelegenen St. Georgenschwaige den Namen „Bad Georgenschwaige“. 1850 wurde im Münchener Tagblatt die Erteilung einer Konzession an einen Lohnkutscher für Stellwagenfahrten zur Georgenschweige bekannt gegeben.
Bis zur Eingemeindung Schwabings 1890 nach München verlief die Burgfriedensgrenze um München in Höhe des späteren Kurfürstenplatzes. Im Plan der königlichen Haupt- und Residenzstadt München in seinem ganzen Burgfrieden dargestellt von 1858/59 ist die Belgradstraße zwar als „nach Georgenschwaig“ führend in ihrem südlichen Teil eingezeichnet, abgesehen von wenigen Gebäuden am späteren Kurfürstenplatz aber noch völlig unbebaut. Nach dem von der Stadt München ausgeschriebenen Stadterweiterungswettbewerb von 1892 begann unter Maßgabe von Theodor Fischers Generalbebauungsplan ein Bauboom.
Im ersten Drittel des 20. Jahrhunderts war die Belgradstraße mit der von 1903 bis 1936 in der damaligen Hausnummer 57 (heute Belgradstraße 61) bestehenden „Pension Fürmann“ auch ein Kulminationspunkt der Schwabinger Bohème. Der Schweizer Heinrich Fürmann (* 1870, † 1936) betrieb diese Pension gemeinsam mit seiner Frau Luise (Lulu) in einem umgebauten Pferdestall. Gäste blieben oft über ein Jahr, häufig wurden Mieten gestundet, Essen und Trinken kosteten fast nichts. Entsprechend zog die Pension Künstler aus aller Welt an, darunter laut René Prévot „behaarte Kulturträger des Balkans, blondgeschneckelte Nordlandmädchen und ausgeschlüpfte Provinzpennäler, die der lichte Schein der Kunststadt hoch und fern am Himmel des Lebens herbeigelockt hat“. Prévot hatte in der „für wochenlange Künstlerfaschings-Nächte und unzählige Tanzfeste“ bekannten Pension selbst einige Zeit gelebt, zuvor hatte in seinem Zimmer Ricarda Huch gewohnt.
Ernst Zeno Ichenhäuser wuchs im Haus der Pension Fürmann auf. Stefan George bewohnte mit seinem wichtigsten Jünger Friedrich Gundolf von März 1903 an die Giebelzimmer eines Gärtnerhauses der Pension Fürmann, er wurde dort von Maximilian Kronberger besucht. Else Lasker-Schüler war dort wie auch Franz Jung mit seiner Frau Margot. Friedrich Georg Jünger folgte seinem dort wohnenden Freund Alexander Mitscherlich, der dort wiederum die zwei Jahre ältere Medizinstudentin Melitta Behr kennen lernte. Letztere wurde später als Melitta Mitscherlich bekannt. Ernst Moritz Engert war regelmäßiger Gast dort, ebenso wie Gustav Wyneken, der dort mit Elisabeth Salomon (die später als Elisabeth Gundolf bekannt wurde) lebte. Die Münchner Polizeidirektion schrieb 1914 über die „wegen ihres freien Tones stadtbekannte Pension“, dass deren Inhaber „sich von der Polizei scharf beobachtet weiß“. Karl Wolfskehl dagegen widmete Fürmann sein Gedicht „Vater der Fahrenden“.

„Vater der Fahrenden // Zum Gedächtnis Fürmanns, des Gründers und Erhalters des Künstlerheims an der Belgradstrasse, Schwabing // Lex mihi ars! im Doppelsinn war dein Motto. / Vorm Satan, nicht vor Gott verlorst im Lotto. / Kein Spritzer Spiessergift trügt’ deinen Blankschild, / Im Dom der Herzen stehn als Denkbild, Dankbild / Dein gilbend Haus – Baracke oder Schloss? / Der Saal, wo Lied und Kuss den Alltag schloss, / Doch wer vom Bau pochte umsonst die Tür an, / Vernahm nicht gleich im Chor: „Boheimchen, führ an! …“ / Zum Schluss trog noch dein Freitod schleimgen Tryrann! / Denn jetzt half überlegnen Lachens Wehr nicht, / Betreu uns auch im Ewigen Schwabing, Fürmann, / Auch drüben die berühmte Bowle rühr an / Und kreid auch dort uns nie gestundete Gebühr an!“

Die häufig dem George-Kreis zugeordnete „Schwabinger Skandalgräfin“ Franziska zu Reventlow zog bereits 1901 zeitweise in die Belgradstraße.
1912 entstand auf einer Brachfläche westlich der Belgradstraße der Luitpoldpark, 1934 das Bad Georgenschwaige.
Als in den 1960er Jahren der Mittlere Ring ausgebaut wurde, wurde der bis dahin nördlichste Teil der Belgradstraße zwischen Petuelstraße und Keferloherstraße in Nietzschestraße umbenannt.
In den 1980er Jahren betrieb Jenny Evans in der Belgradstraße unter dem Namen „Jenny’s Place“ einen weit über München hinaus bekannten Jazzclub, der 1987 (allerdings im Film nach Duisburg verlagert) Haupthandlungsort des Tatort-Krimis Spielverderber war.

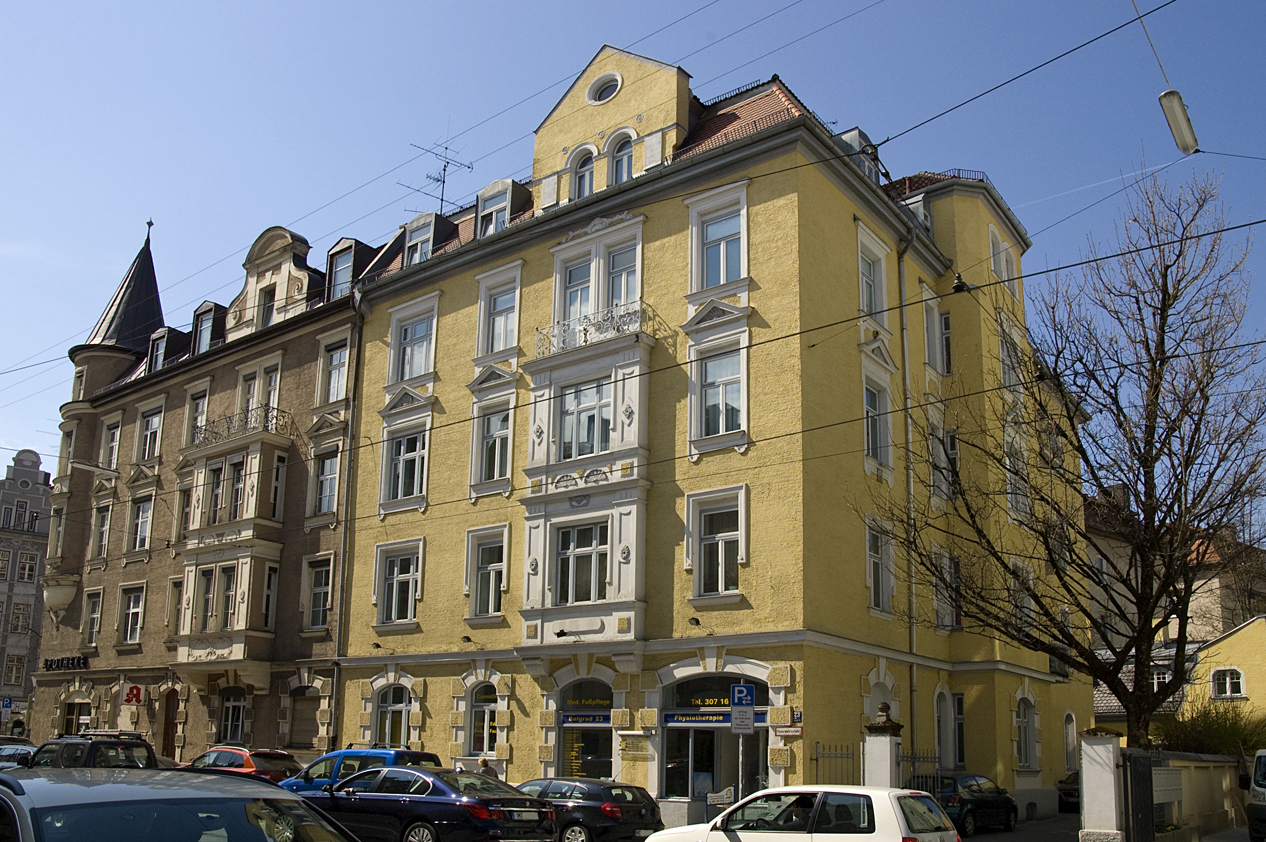
Belgradstraße 21 und 23 im Renaissancestil, um 1900
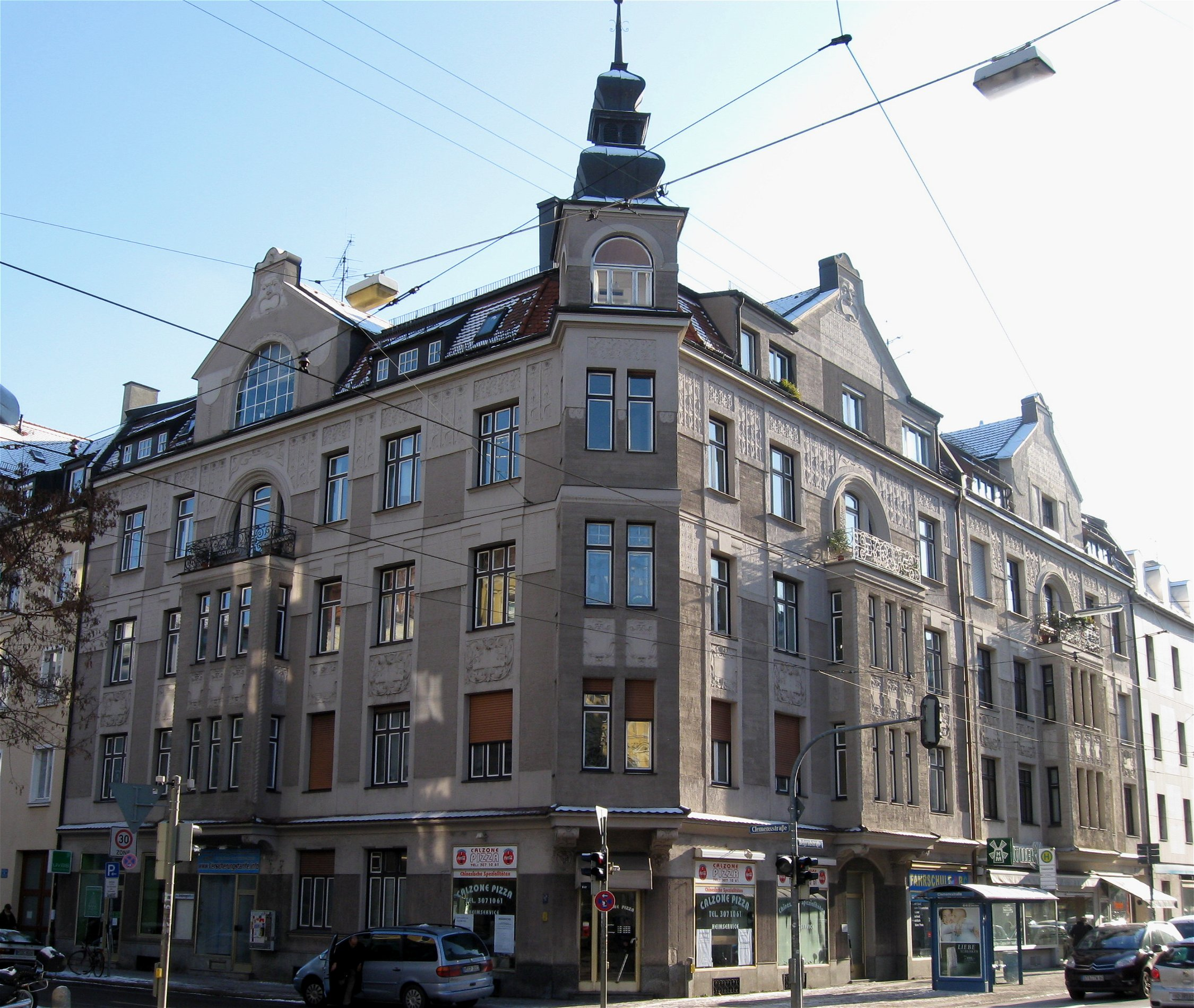
Jugendstilhaus aus dem Jahr 1899 von Johann Lang in der Belgradstraße 24
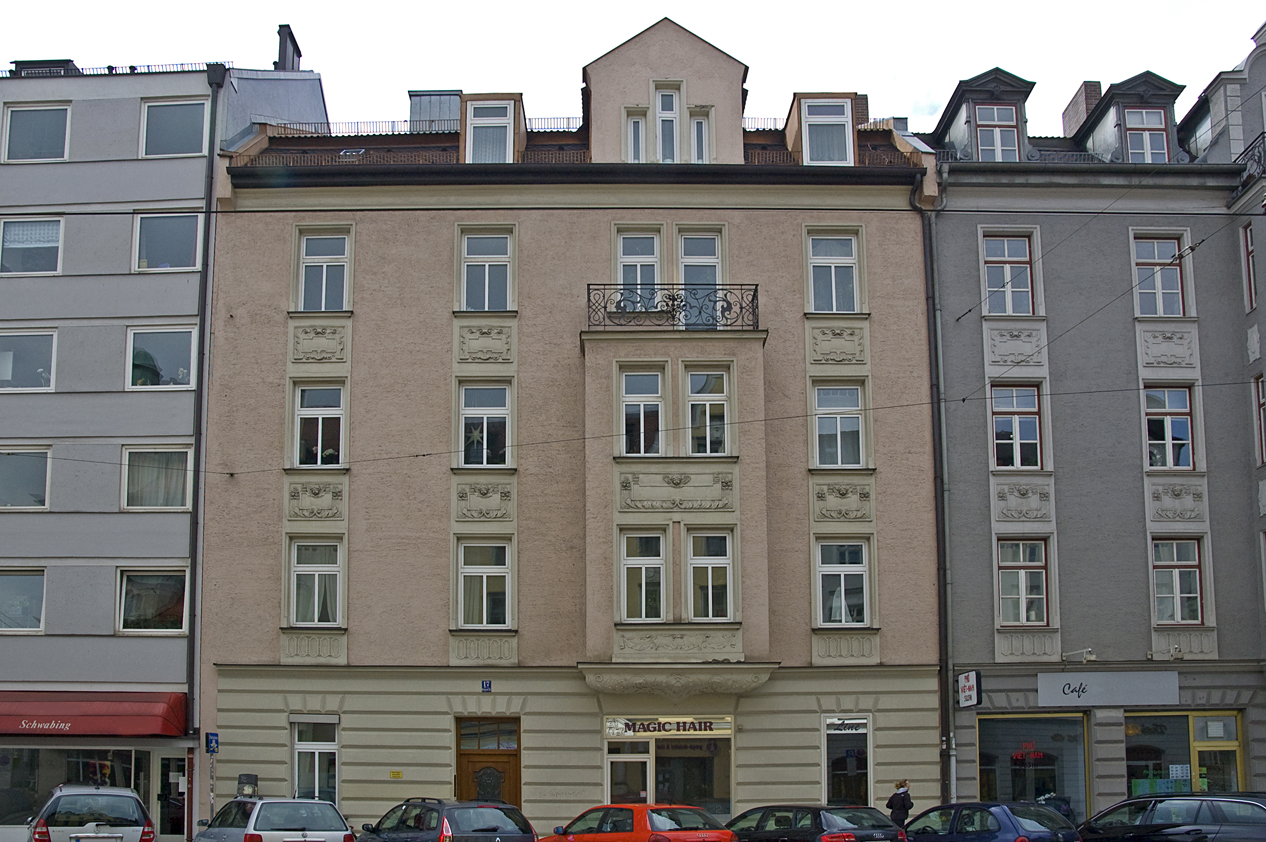
Renaissancestil, um 1900; in der Belgradstraße 19
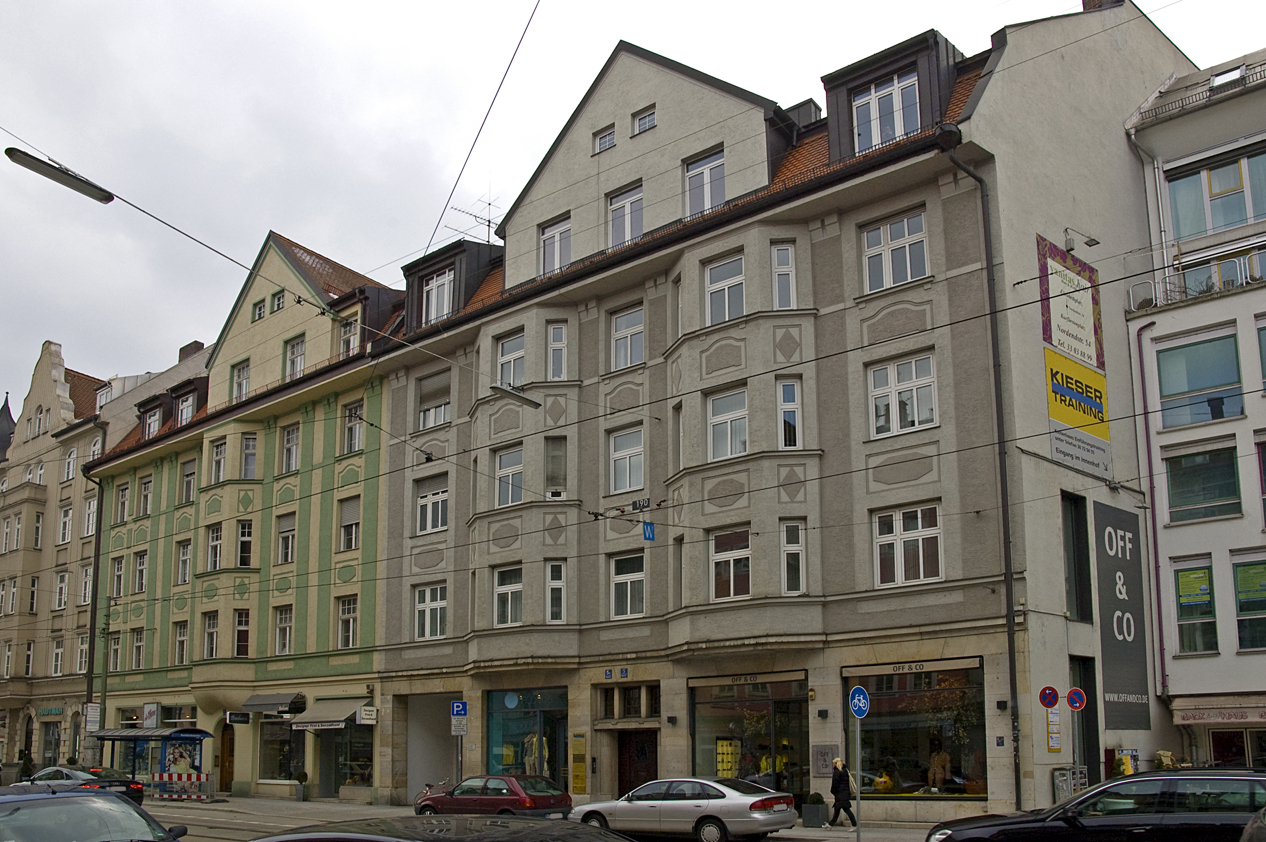
Belgradstraße 5
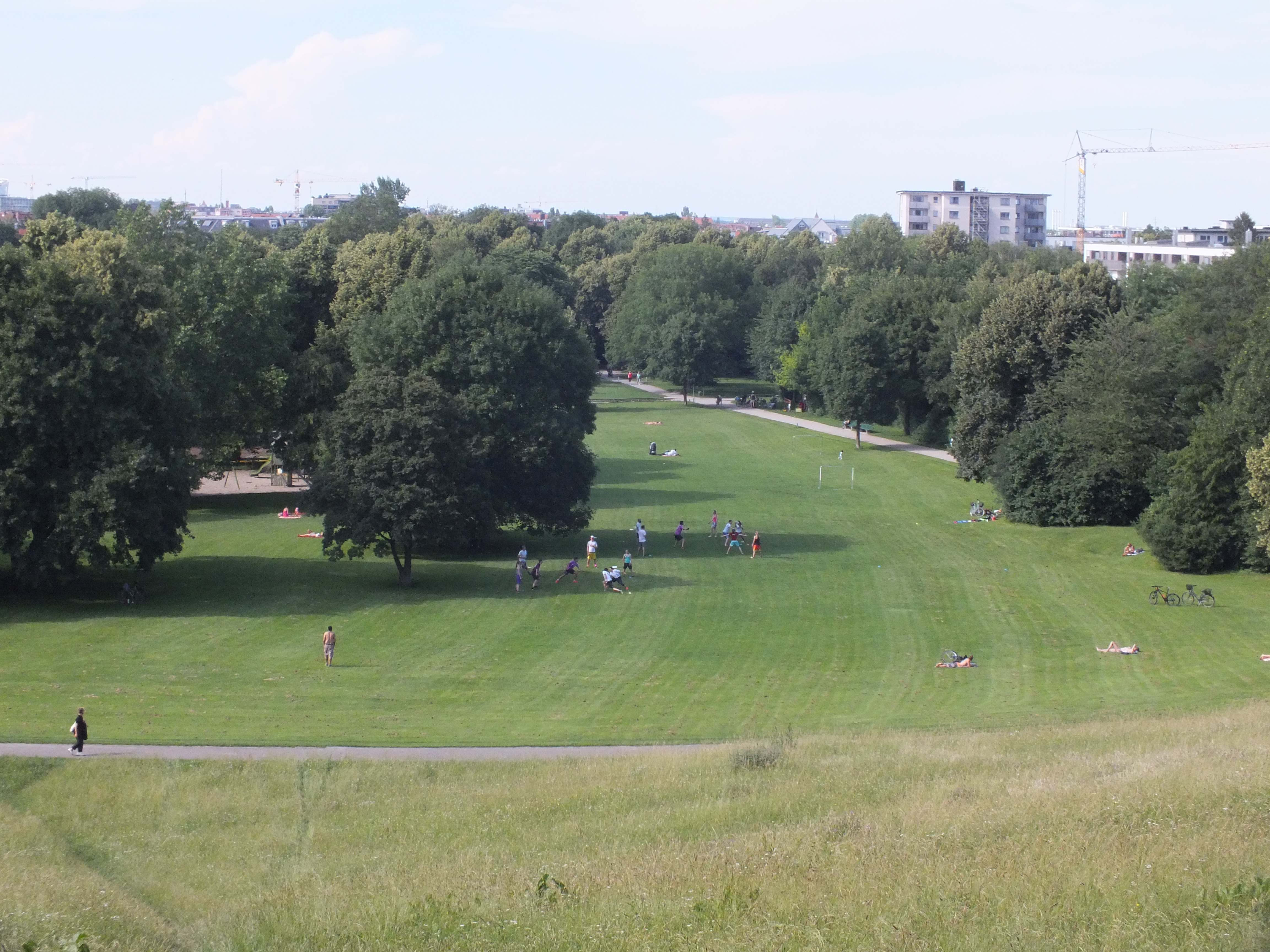
Blick vom Luitpoldhügel im Luitpoldpark in Richtung Norden